# الجلد المسحور
الجلد السحري أو جلد الحمار البري (بالفرنسية: La Peau de chagrin) هي رواية نشرت عام 1831م للروائي والمسرحي الفرنسي أونوريه دي بلزاك (1799-1850 م). وتدور أحداثها في باريس أوائل القرن التاسع عشر، وتحكي قصة شاب يجد قطعة سحرية من جلد خشن تلبي له كل رغباته. ولكن كل ما حقق له الجلد له رغبة، فإن الجلد يستهلك جزءا من طاقته الجسدية. تنتمي القصة إلى مجموعة الدراسات الفلسفية (بالفرنسية: Études philosophiques) من سلسلة الكوميديا الإنسانية.
صنع بلزاك جوا من الإثارة حول الكتاب قبل إكماله، وذلك من خلال نشر سلسلة من المقالات وأجزاء من القصة في العديد من المجلات الباريسية. ورغم أنه تأخر عن تقديم المخطوط لخمسة أشهر بعد الموعد، فقد نجح في توليد ما يكفي من الاهتمام لبيع الرواية فور نشرها. وصدرت الطبعة الثانية بعد شهر واحد، والتي تضمنت سلسلة من اثني عشر «حكاية فلسفية» أخرى.
على الرغم من أن الرواية تستخدم عناصر خيالية، فإنها تركز على تقديم صورة واقعية لإسراف المادية البرجوازية. يظهر اهتمام بلزاك الشهير بالتفاصيل بوصفه لدار القمار، ومتجر التحف، والمأدبة الملكية، وأماكن أخرى. كما أدخل أيضا تفاصيل من حياته وهو يكافح في عالم الأدب، حيث وضع الشخصية الرئيسية في منزل مماثل للذي سكنه في بداية حياته الأدبية. الموضوع الرئيسي للرواية هو الصراع بين الرغبة وطول العمر. وتمثل قوة حياة المالك التي تنضب عبر كل رغبة، وخصوصا عندما توجه من أجل السلطة. تجاهل بطل الرواية تحذير صاحب المتجر الذي يقدم له الجلد، حيث تحيط به الثروة ليجد نفسه بائسا وباليا في نهاية القصة.
رسخت هذه الرواية مكانة بلزاك كأديب في فرنسا. واتسعت دائرته الاجتماعية بشكل كبير، وتلهف الناشرون لنشر مشاريعه المستقبلية. كان الكتاب بمثابة محفز لسلسلة من الرسائل التي تبادلها مع بارونة بولندية تدعى إيفيلينا هانسكا، والتي أصبحت زوجته فيما بعد. واستوحى منها المسرحي الألماني غيسلر كليبه أوبرا بعنوان الأماني المميتة (بالألمانية: Die tödlichen Wünsche) عام 1959.

## روابط خارجية
- الجلد المسحور على موقع الموسوعة البريطانية (الإنجليزية)